# Número de Seguro Social

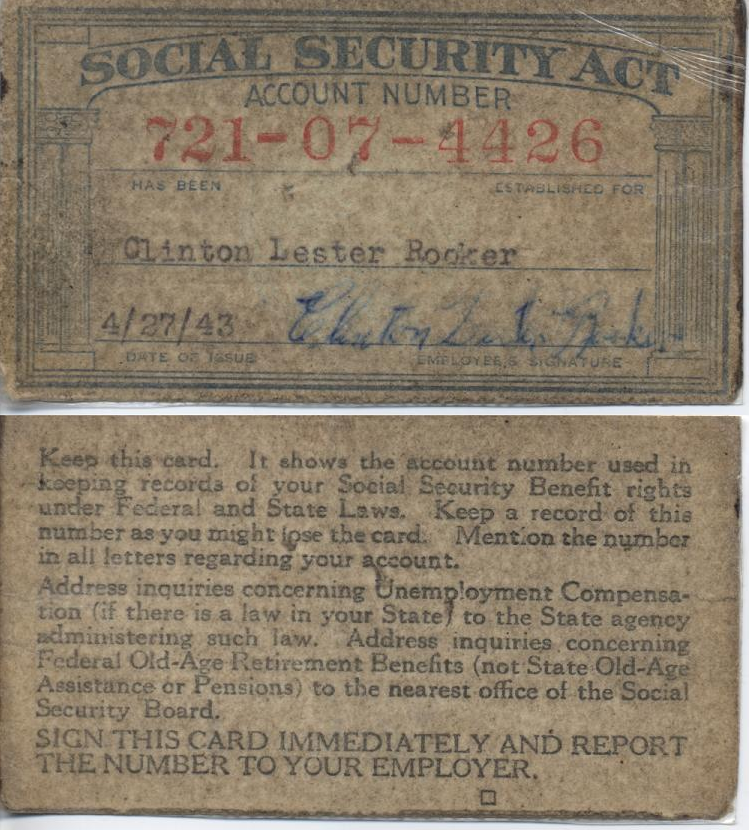
Um cartão de Seguro Social emitido pelo Railroad Retirement Board em 1943

Nos Estados Unidos, um número de Seguro Social (em inglês:  Social Security number) (SSN) é um número de nove dígitos emitido para cidadãos dos EUA, residentes permanentes e temporários (trabalhadores) sob a seção 205(c)(2) do Social Security Act, codificado como 42 U.S.C. § 405(c)(2). O número é emitido para um indivíduo pela Social Security Administration, uma agência independente do governo dos Estados Unidos. Embora o propósito original do número fosse para a Social Security Administration rastrear indivíduos, o número do Seguro Social tornou-se, de facto, um número nacional de identificação para fins fiscais e outros.
Um número de Seguro Social pode ser obtido aplicando-se no Formulário SS-5, Solicitação de um Cartão de Número de Seguro Social. No Brasil, é equivalente ao Cadastro de Pessoas Físicas.

## História
Os números de Seguro Social foram emitidos pela primeira vez pela Social Security Administration em novembro de 1935 como parte do programa New Deal Social Security. Em três meses, 25 milhões de números foram emitidos.
Em 24 de novembro de 1936, 1.074 das 45 mil agências de correio do país foram designadas para gerar cartões de Seguro Social que foram então enviados para Washington, D.C. Joseph L. Fay, da Social Security Administration, selecionou um registro do topo da primeira pilha de mil registros e anunciou que o primeiro número de Seguro Social da história foi atribuído a John David Sweeney Jr., de New Rochelle, Nova Iorque. No entanto, como os números do Seguro Social não foram atribuídos em ordem cronológica, Sweeney não recebeu o número mais baixo do Seguro Social, 001-01-0001. Essa distinção pertence a Grace D. Owen de Concord, Nova Hampshire.
Antes de 1986, as pessoas geralmente não obtinham um número de Seguro Social até os quatorze anos de idade, uma vez que os números eram usados para fins de rastreamento de renda, e aqueles abaixo dessa idade raramente tinham renda substancial. A Lei da Reforma Tributária de 1986 exigia que os pais listassem os números de Seguro Social para cada dependente com mais de cinco anos de idade para quem o pai quisesse reivindicar uma dedução fiscal. Antes desse ato, os pais que reivindicavam deduções fiscais eram simplesmente confiáveis em relação a não mentir sobre o número de filhos que sustentavam. Durante o primeiro ano da Lei de Reforma Tributária, essa mudança antifraude resultou em sete milhões de menores dependentes reclamados. Acredita-se que o desaparecimento desses dependentes tenha envolvido crianças que nunca existiram ou deduções fiscais indevidamente reivindicadas por pais sem custódia. Em 1988, o limiar foi reduzido para dois anos e, em 1990, o limiar foi novamente reduzido para um ano. Hoje, um SSN é exigido independentemente da idade da criança para receber uma isenção. Desde então, os pais frequentemente solicitam números de Seguro Social para seus filhos logo após o nascimento; hoje, isso pode ser feito no pedido de certidão de nascimento.